# Dia internacional del Nowruz
El dia internacional del Nowruz és un dia internacional promogut per l'Organització de les Nacions Unides que se celebra el 21 de març. El Nowruz és una festivitat ancestral situada a l'any nou del calendari persa, que se celebra coincidint amb l'equinocci de la primavera.
Aquest dia internacional es va aprovar a l'Assamblea General de les Nacions Unides el 23 de febrer del 2010. A la resolució A/RES/84/253 del 2010 es va assenyalar que aquesta festivitat la celebren 300 milions de persones al món. També s'apuntava que s'ha viscut des de fa tres mil·lennis tant als Balcans, el Mar Negre, el Caucas, l'Àsia central, l'Orient Mitjà i altres territoris. La diversitat cultural, la unitat de la humanitat, el desenvolupament del mercat internacional, la necessitat de preservar el patrimoni cultural intangible i de viure amb harmonia amb la natura són els principals elements de la resolució. La iniciativa d'aquest dia internacional va ser d'Afganistan, Albània, Azerbaidjan, Macedònia, Índia, Iran, Kazakhstan, Kirguizstan, Tadjikistan, Turquia i Turkmenistan.